# 矢立村
矢立村（やたてむら）は秋田県北秋田郡にあった村。現在の大館市北東部、奥羽本線白沢駅・陣場駅周辺にあたる。

## 地理
- 山 : 城ヶ森、面倉山、東股山、炭塚森、甚吉森、大日影山、縫戸山、城ヶ倉山、男森山、女森山

## 歴史
- 1889年（明治22年）4月1日 - 町村制の施行により、白沢村、粕田村、橋桁村、長走村の区域をもって発足。
- 1899年（明治32年）6月21日 - 秋田県で初めて鉄道が開業し、官設鉄道の駅として白沢駅と陣場駅が設置される。
- 1955年（昭和30年）3月1日 - 花岡町と合併して花矢町が発足。同日矢立村廃止。

## 交通

### 鉄道路線
- 日本国有鉄道
  - 奥羽本線
    - 白沢駅 - 陣場駅

### 道路
- 国道7号

## 名所・旧跡・観光スポット・祭事・催事
- 矢立温泉
- 日景温泉